# Cyber Troopers Virtual-On Marz
Cyber Troopers Virtual-On Marz (電脳戦機バーチャロン マーズ, Dennō Senki Bācharon Māzu) est un jeu vidéo de combat développé par Hitmaker et édité par Sega, sorti en 2003 sur PlayStation 2 et PlayStation Network.